# جيري سوكولوسكي
جيري سوكولوسكي (بالإنجليزية: Jerry Sokoloski)‏ هو ممثل كندي ولاعب كرة سلة سابق ولد في يوم 6 مايو 1983 في وينيبيغ. بدأ التمثيل في سنة 2015 ومثل في فيلم داؤد وجليات. يبلغ طوله 224 سم ويعتبر ثاني أطول ممثل في العالم على قيد الحياة بعد الممثل الصيني سون مينغ مينغ.